# Mimomma
Mimomma là một chi bướm đêm thuộc họ Geometridae.